# 405 Teja
405 Teja (mednarodno ime je 405 Thia, starogrško Θεία: Theía) je velik asteroid tipa C (po Tholenu)  in  tipa Ch (po SMASS) v asteroidnem pasu. 

## Odkritje
Asteroid je odkril francoski astronom A. Charlois ( 1864 – 1910) 23. julija 1895 v Nici. Imenuje se po Teji, eni od dvanajstih titank v grški mitologiji.

## Lastnosti
Asteroid Teja obkroži Sonce v 4,15 letih. Njegova tirnica ima izsrednost 0,245, nagnjena pa je za 11,948° proti ekliptiki. Njegov premer je 124,90km . Sestavljajo ga verjetno snovi, ki so bogate na ogljiku.